# Clásico RCN 2023
Le Clásico RCN Banco Agrario de Colombia "Crecer Juntos es Posible" (nom officiel) est une course cycliste par étapes qui a lieu du 23 septembre au 1er octobre 2023. La soixante-troisième édition du Clásico RCN n'est pas inscrite au calendrier de l'UCI America Tour 2023. Aldemar Reyes conserve son titre, acquis l'année précédente.

## Présentation
Lors des neuf étapes que comptent l'épreuve seront abordés des thèmes sociaux que sont la paysannerie colombienne avec Banco Agrario (le "Crédit Agricole" colombien), la prévention du cancer du sein avec Manzana Postobón et la Liga Colombiana Contra el Cáncer (la Ligue Colombienne contre le Cancer) ainsi que le recyclage des huiles de cuisson usagées avec FEDEPALMA (Fédération nationale des cultivateurs d'huile de palme).
De plus, pour le quarantième anniversaire de la première participation d'une équipe colombienne au Tour de France, les organisateurs décident de rendre hommage aux dix coureurs au départ du Tour 83. Ainsi les dix plus grosses difficultés du parcours sont baptisées du nom d'un de ces "glorieux anciens" et les spectateurs sur le bord des routes sont invités à se vêtir de jaune (couleur du maillot de leader au Clásico RCN et au Tour).

### Participants et Favoris
Vingt et une équipes sont au départ pour un total de 194 coureurs. Partant à la conquête d'un cinquième titre consécutif, le Team Medellín fait figure d'épouvantail avec dans ses rangs le tenant du titre Aldemar Reyes, Fabio Duarte (vainqueur 2021) et Óscar Sevilla (quatre fois lauréat de l'épreuve), tous trois inclus dans la liste des dix favoris, rédigée par la revue "Mundo Ciclistico". L'opposition à ce trident est personnifiée par Rodrigo Contreras (Colombia Potencia de la Vida). Deux autres protagonistes Wilson Peña (Sistecredito) et Alexander Gil (EPM) reçoivent des suffrages pour s'immiscer dans la lutte pour le titre,. Par contre, Edgar Pinzón (GW Shimano-Sidermec), troisième l'année précédente, est absent à la suite d'une blessure contractée sur le Tour de l'Avenir.

### Parcours
Traversant dix départements, le Clásico RCN 2023 comprend neuf étapes et se dispute sur près de 1 200 kilomètres. L'épreuve commence par une étape en circuit avec départ et arrivée à Cúcuta, capitale du département de Norte de Santander et se termine par un contre-la-montre en côte entre le Parque del Poblado (à Medellín) et l'Alto del Escobero (dans la municipalité d'Envigado).
Le parcours est considéré comme exigeant avec le retour de cols mythiques au programme. Dès la deuxième étape, les difficultés apparaissent avec le passage au péage d'El Picacho, à 3 200 mètres d'altitude. L'Alto de La Línea (es) est au menu de la cinquième étape. Un jour plus tard, les concurrents s'attaquent à La Montañuela. Puis lors de la huitième, c'est l'Alto de Minas qui est au menu et les compétiteurs finissent cette 63e édition par l'ascension de l'Alto del Escobero.

## Étapes
| Étape     | Date         | Villes étapes                                                |  | Distance (km) | Vainqueur d’étape  | Leader du classement général |
| --------- | ------------ | ------------------------------------------------------------ |  | ------------- | ------------------ | ---------------------------- |
| 1re étape | 23 septembre | Circuit Cúcuta - Villa del Rosario - Cúcuta                  |  | 147,2         | José Alarcón       | José Alarcón                 |
| 2e étape  | 24 septembre | Pamplona - Bucaramanga                                       |  | 122,9         | Germán Darío Gómez | Óscar Quiroz                 |
| 3e étape  | 25 septembre | Socorro - Tunja                                              |  | 163           | Jeisson Casallas   | Óscar Quiroz                 |
| 4e étape  | 26 septembre | Mosquera - Ibagué (Villa Restrepo)                           |  | 192           | Juan Diego Hoyos   | Óscar Quiroz                 |
| 5e étape  | 27 septembre | Ibagué - Cajamarca - Calarcá - Pereira                       |  | 117           | Óscar Sevilla      | Germán Darío Gómez           |
| 6e étape  | 28 septembre | Circuit Cartago - Versalles                                  |  | 154,9         | Rodrigo Contreras  | Aldemar Reyes                |
| 7e étape  | 29 septembre | Roldanillo - La Virginia - Supía                             |  | 162,7         | Juan Diego Hoyos   | Aldemar Reyes                |
| 8e étape  | 30 septembre | Pintada - Alto de Minas - La Estrella                        |  | 143,7         | Diego Pescador     | Aldemar Reyes                |
| 9e étape  | 1 octobre    | Parque del Poblado (Medellín) - Alto del Escobero (Envigado) |  | 15,8          | Aldemar Reyes      | Aldemar Reyes                |

## Récit de la course

### 1reétape
Le Vénézuélien José Alarcón s'impose en solitaire et devient le premier porteur du maillot jaune.
Classement de l'étape
|       | Coureur           | Pays      | Équipe                           |    | Temps           |
| ----- | ----------------- | --------- | -------------------------------- | -- | --------------- |
| 1     | José Alarcón      | Venezuela | Arroz Zulia - Áng Hernández - JB | en | 3 h 39 min 41 s |
| 2     | Leison Maca       | Colombie  | Supergiros-Alcaldía de Manizales | à  | 53 s            |
| 3     | Heberth Gutiérrez | Colombie  | EPM                              | à  | 1 min 3 s       |
| ...30 | Diego Pescador    | Colombie  | GW Shimano-Sidermec              | à  | 2 min 25 s      |

Classement général
|        | Coureur            | Pays      | Équipe                           |    | Temps           |
| ------ | ------------------ | --------- | -------------------------------- | -- | --------------- |
| 1      | José Alarcón       | Venezuela | Arroz Zulia - Áng Hernández - JB | en | 3 h 39 min 41 s |
| 2      | Leison Maca        | Colombie  | Supergiros-Alcaldía de Manizales | à  | 57 s            |
| 3      | Heberth Gutiérrez  | Colombie  | EPM                              | à  | 1 min 9 s       |
| ...36  | Diego Pescador     | Colombie  | GW Shimano-Sidermec              | à  | 2 min 35 s      |
| ...49  | Aldemar Reyes      | Colombie  | Medellín-EPM                     | à  | 2 min 35 s      |
| ...73  | Rodrigo Contreras  | Colombie  | Colombia Potencia de la Vida     | à  | 2 min 35 s      |
| 74     | Germán Darío Gómez | Colombie  | GW Shimano-Sidermec              | à  | 2 min 35 s      |
| ...114 | Yeison Reyes       | Colombie  | Medellín-EPM                     | à  | 2 min 35 s      |

### 2eétape
Germán Darío Gómez remporte l'étape et Óscar Quiroz endosse le maillot de leader.
Classement de l'étape
|       | Coureur            | Pays     | Équipe                       |    | Temps         |
| ----- | ------------------ | -------- | ---------------------------- | -- | ------------- |
| 1     | Germán Darío Gómez | Colombie | GW Shimano-Sidermec          | en | 3 h 5 min 7 s |
| 2     | Didier Merchán     | Colombie | GW Shimano-Sidermec          | à  | 40 s          |
| 3     | Óscar Quiroz       | Colombie | Colombia Potencia de la Vida | à  | 40 s          |
| 4     | Aldemar Reyes      | Colombie | Medellín-EPM                 | à  | 40 s          |
| 5     | Diego Pescador     | Colombie | GW Shimano-Sidermec          | à  | 40 s          |
| ...9  | Yeison Reyes       | Colombie | Medellín-EPM                 | à  | 48 s          |
| ...16 | Rodrigo Contreras  | Colombie | Colombia Potencia de la Vida | à  | 1 min 36 s    |

Classement général
|       | Coureur            | Pays     | Équipe                       |    | Temps           |
| ----- | ------------------ | -------- | ---------------------------- | -- | --------------- |
| 1     | Óscar Quiroz       | Colombie | Colombia Potencia de la Vida | en | 6 h 46 min 29 s |
| 2     | Germán Darío Gómez | Colombie | GW Shimano-Sidermec          | à  | 34 s            |
| 3     | Didier Merchán     | Colombie | GW Shimano-Sidermec          | à  | 1 min 17 s      |
| 4     | Aldemar Reyes      | Colombie | Medellín-EPM                 | à  | 1 min 21 s      |
| ...6  | Diego Pescador     | Colombie | GW Shimano-Sidermec          | à  | 1 min 24 s      |
| ...9  | Yeison Reyes       | Colombie | Medellín-EPM                 | à  | 1 min 29 s      |
| ...14 | Rodrigo Contreras  | Colombie | Colombia Potencia de la Vida | à  | 2 min 20 s      |

### 3eétape
Jeisson Casallas remporte l'étape tandis que son coéquipier Óscar Quiroz conserve la tête du classement général.
Classement de l'étape
|       | Coureur            | Pays     | Équipe                       |    | Temps           |
| ----- | ------------------ | -------- | ---------------------------- | -- | --------------- |
| 1     | Jeisson Casallas   | Colombie | Colombia Potencia de la Vida | en | 4 h 38 min 10 s |
| 2     | Daniel Méndez      | Colombie | EPM                          | à  | 1 s             |
| 3     | Aldemar Reyes      | Colombie | Medellín-EPM                 | à  | 4 s             |
| ...7  | Rodrigo Contreras  | Colombie | Colombia Potencia de la Vida | à  | 5 s             |
| ...11 | Diego Pescador     | Colombie | GW Shimano-Sidermec          | à  | 7 s             |
| ...22 | Yeison Reyes       | Colombie | Medellín-EPM                 | à  | 20 s            |
| ...36 | Germán Darío Gómez | Colombie | GW Shimano-Sidermec          | à  | 27 s            |

Classement général
|       | Coureur            | Pays     | Équipe                       |    | Temps            |
| ----- | ------------------ | -------- | ---------------------------- | -- | ---------------- |
| 1     | Óscar Quiroz       | Colombie | Colombia Potencia de la Vida | en | 11 h 24 min 52 s |
| 2     | Germán Darío Gómez | Colombie | GW Shimano-Sidermec          | à  | 48 s             |
| 3     | Aldemar Reyes      | Colombie | Medellín-EPM                 | à  | 1 min 8 s        |
| ...7  | Diego Pescador     | Colombie | GW Shimano-Sidermec          | à  | 1 min 18 s       |
| ...10 | Yeison Reyes       | Colombie | Medellín-EPM                 | à  | 1 min 36 s       |
| ...13 | Rodrigo Contreras  | Colombie | Colombia Potencia de la Vida | à  | 2 min 12 s       |

### 4eétape
Juan Diego Hoyos gagne l'étape alors qu'Óscar Quiroz passe une journée de plus en tête du classement général.
Classement de l'étape
|      | Coureur            | Pays     | Équipe                                  |    | Temps           |
| ---- | ------------------ | -------- | --------------------------------------- | -- | --------------- |
| 1    | Juan Diego Hoyos   | Colombie | Corratec-Huevos 100%-Gobernación Caldas | en | 4 h 44 min 48 s |
| 2    | Brayan Sánchez     | Colombie | Medellín-EPM                            | à  | 1 min 14 s      |
| 3    | Juan Felipe Osorio | Colombie | Orgullo Paisa - Antioquia               | à  | 1 min 17 s      |
| ...9 | Aldemar Reyes      | Colombie | Medellín-EPM                            | à  | 1 min 53 s      |

Classement général
|       | Coureur            | Pays     | Équipe                       |    | Temps            |
| ----- | ------------------ | -------- | ---------------------------- | -- | ---------------- |
| 1     | Óscar Quiroz       | Colombie | Colombia Potencia de la Vida | en | 16 h 11 min 52 s |
| 2     | Germán Darío Gómez | Colombie | GW Shimano-Sidermec          | à  | 29 s             |
| 3     | Aldemar Reyes      | Colombie | Medellín-EPM                 | à  | 49 s             |
| ...6  | Diego Pescador     | Colombie | GW Shimano-Sidermec          | à  | 59 s             |
| ...9  | Yeison Reyes       | Colombie | Medellín-EPM                 | à  | 1 min 17 s       |
| ...12 | Rodrigo Contreras  | Colombie | Colombia Potencia de la Vida | à  | 1 min 53 s       |

### 5eétape
Óscar Sevilla s'impose pendant que Germán Darío Gómez se vêt du maillot jaune de leader du classement général.
Classement de l'étape
|       | Coureur            | Pays     | Équipe                       |    | Temps           |
| ----- | ------------------ | -------- | ---------------------------- | -- | --------------- |
| 1     | Óscar Sevilla      | Espagne  | Medellín-EPM                 | en | 3 h 27 min 29 s |
| 2     | Kevin Castillo     | Colombie | Sistecrédito                 |    | m.t.            |
| 3     | Diego Pescador     | Colombie | GW Shimano-Sidermec          |    | m.t.            |
| ...9  | Rodrigo Contreras  | Colombie | Colombia Potencia de la Vida | à  | 10 s            |
| ...11 | Aldemar Reyes      | Colombie | Medellín-EPM                 | à  | 23 s            |
| 12    | Germán Darío Gómez | Colombie | GW Shimano-Sidermec          | à  | 23 s            |
| 13    | Yeison Reyes       | Colombie | Medellín-EPM                 | à  | 23 s            |

Classement général
|       | Coureur            | Pays     | Équipe                       |    | Temps            |
| ----- | ------------------ | -------- | ---------------------------- | -- | ---------------- |
| 1     | Germán Darío Gómez | Colombie | GW Shimano-Sidermec          | en | 19 h 40 min 13 s |
| 2     | Diego Pescador     | Colombie | GW Shimano-Sidermec          | à  | 3 s              |
| 3     | Óscar Sevilla      | Colombie | Medellín-EPM                 | à  | 14 s             |
| 4     | Aldemar Reyes      | Colombie | Medellín-EPM                 | à  | 17 s             |
| ...8  | Yeison Reyes       | Colombie | Medellín-EPM                 | à  | 48 s             |
| ...10 | Rodrigo Contreras  | Colombie | Colombia Potencia de la Vida | à  | 1 min 11 s       |

### 6eétape
Rodrigo Contreras s'impose alors qu'Aldemar Reyes s'empare de la tête de la compétition.
Classement de l'étape
|       | Coureur            | Pays     | Équipe                       |    | Temps           |
| ----- | ------------------ | -------- | ---------------------------- | -- | --------------- |
| 1     | Rodrigo Contreras  | Colombie | Colombia Potencia de la Vida | en | 3 h 56 min 12 s |
| 2     | Aldemar Reyes      | Colombie | Medellín-EPM                 |    | m.t.            |
| 3     | Alexander Gil      | Colombie | EPM                          | à  | 1 s             |
| 4     | Yeison Reyes       | Colombie | Medellín-EPM                 | à  | 2 s             |
| ...12 | Germán Darío Gómez | Colombie | GW Shimano-Sidermec          | à  | 2 min 7 s       |
| ...23 | Diego Pescador     | Colombie | GW Shimano-Sidermec          | à  | 2 min 30 s      |

Classement général
|      | Coureur            | Pays     | Équipe                       |    | Temps            |
| ---- | ------------------ | -------- | ---------------------------- | -- | ---------------- |
| 1    | Aldemar Reyes      | Colombie | Medellín-EPM                 | en | 23 h 36 min 36 s |
| 2    | Yeison Reyes       | Colombie | Medellín-EPM                 | à  | 39 s             |
| 3    | Alexander Gil      | Colombie | EPM                          | à  | 39 s             |
| 4    | Rodrigo Contreras  | Colombie | Colombia Potencia de la Vida | à  | 1 min 3 s        |
| 5    | Germán Darío Gómez | Colombie | GW Shimano-Sidermec          | à  | 1 min 56 s       |
| ...8 | Diego Pescador     | Colombie | GW Shimano-Sidermec          | à  | 2 min 22 s       |

### 7eétape
Juan Diego Hoyos s'octroie sa deuxième victoire d'étape alors qu'Aldemar Reyes conserve son maillot jaune de leader.
Classement de l'étape
|       | Coureur            | Pays     | Équipe                                  |    | Temps           |
| ----- | ------------------ | -------- | --------------------------------------- | -- | --------------- |
| 1     | Juan Diego Hoyos   | Colombie | Corratec-Huevos 100%-Gobernación Caldas | en | 3 h 44 min 17 s |
| 2     | Jhonatan Restrepo  | Colombie | GW Shimano-Sidermec                     | à  | 36 s            |
| 3     | Germán Darío Gómez | Colombie | GW Shimano-Sidermec                     | à  | 42 s            |
| 4     | Aldemar Reyes      | Colombie | Medellín-EPM                            | à  | 42 s            |
| ...7  | Yeison Reyes       | Colombie | Medellín-EPM                            | à  | 42 s            |
| 8     | Diego Pescador     | Colombie | GW Shimano-Sidermec                     | à  | 42 s            |
| ...10 | Rodrigo Contreras  | Colombie | Colombia Potencia de la Vida            | à  | 44 s            |

Classement général
|      | Coureur            | Pays     | Équipe                       |    | Temps            |
| ---- | ------------------ | -------- | ---------------------------- | -- | ---------------- |
| 1    | Aldemar Reyes      | Colombie | Medellín-EPM                 | en | 27 h 21 min 32 s |
| 2    | Yeison Reyes       | Colombie | Medellín-EPM                 | à  | 42 s             |
| 3    | Alexander Gil      | Colombie | EPM                          | à  | 42 s             |
| 4    | Rodrigo Contreras  | Colombie | Colombia Potencia de la Vida | à  | 1 min 8 s        |
| 5    | Germán Darío Gómez | Colombie | GW Shimano-Sidermec          | à  | 1 min 55 s       |
| ...8 | Diego Pescador     | Colombie | GW Shimano-Sidermec          | à  | 2 min 25 s       |

### 8eétape
Diego Pescador remporte l'étape devant Aldemar Reyes (Medellín-EPM) toujours maillot jaune du Clásico RCN.
Classement de l'étape
|      | Coureur            | Pays     | Équipe                       |    | Temps           |
| ---- | ------------------ | -------- | ---------------------------- | -- | --------------- |
| 1    | Diego Pescador     | Colombie | GW Shimano-Sidermec          | en | 3 h 50 min 58 s |
| 2    | Aldemar Reyes      | Colombie | Medellín-EPM                 | à  | 6 s             |
| 3    | Alexander Gil      | Colombie | EPM                          | à  | 7 s             |
| ...6 | Rodrigo Contreras  | Colombie | Colombia Potencia de la Vida | à  | 12 s            |
| 7    | Germán Darío Gómez | Colombie | GW Shimano-Sidermec          | à  | 13 s            |
| 8    | Yeison Reyes       | Colombie | Medellín-EPM                 | à  | 16 s            |

Classement général
|   | Coureur            | Pays     | Équipe                       |    | Temps            |
| - | ------------------ | -------- | ---------------------------- | -- | ---------------- |
| 1 | Aldemar Reyes      | Colombie | Medellín-EPM                 | en | 31 h 12 min 28 s |
| 2 | Alexander Gil      | Colombie | EPM                          | à  | 47 s             |
| 3 | Yeison Reyes       | Colombie | Medellín-EPM                 | à  | 1 min 0 s        |
| 4 | Rodrigo Contreras  | Colombie | Colombia Potencia de la Vida | à  | 1 min 20 s       |
| 5 | Germán Darío Gómez | Colombie | GW Shimano-Sidermec          | à  | 2 min 10 s       |
| 6 | Diego Pescador     | Colombie | GW Shimano-Sidermec          | à  | 2 min 14 s       |

### 9eétape
Aldemar Reyes remporte l'étape et par la même occasion, la 63e édition du Clásico RCN.
Classement de l'étape
|      | Coureur            | Pays     | Équipe                       |    | Temps       |
| ---- | ------------------ | -------- | ---------------------------- | -- | ----------- |
| 1    | Aldemar Reyes      | Colombie | Medellín-EPM                 | en | 43 min 27 s |
| 2    | Rodrigo Contreras  | Colombie | Colombia Potencia de la Vida | à  | 1 s         |
| 3    | Germán Darío Gómez | Colombie | GW Shimano-Sidermec          | à  | 1 min 48 s  |
| 4    | Diego Pescador     | Colombie | GW Shimano-Sidermec          | à  | 1 min 50 s  |
| ...8 | Yeison Reyes       | Colombie | Medellín-EPM                 | à  | 2 min 44 s  |

## Classements finals

### Classement général final
| \| Classement général \| Classement général \| Classement général \| Classement général \| Classement général \| \| Coureur \| Coureur \| Pays \| Équipe \| Temps \| \| ------------------ \| ------------------ \| ------------------ \| --------------------------------------- \| ------------------ \| \| 1er \| Aldemar Reyes \| Colombie \| Medellín-EPM \| 31 h 55 min 55 s \| \| 2e \| Rodrigo Contreras \| Colombie \| Colombia Potencia de la Vida-GW Shimano \| + 1 min 21 s \| \| 3e \| Yeison Reyes \| Colombie \| Medellín-EPM \| + 3 min 44 s \| \| 4e \| Germán Darío Gómez \| Colombie \| GW Shimano-Sidermec \| + 3 min 58 s \| \| 5e \| Diego Pescador \| Colombie \| GW Shimano-Sidermec \| + 4 min 04 s \| \| 6e \| Alexander Gil \| Colombie \| EPM \| + 4 min 45 s \| \| 7e \| Cristian Rico \| Colombie \| Colombia Potencia de la Vida-GW Shimano \| + 7 min 23 s \| \| 8e \| Cristian Muñoz \| Colombie \| EPM \| + 7 min 50 s \| \| 9e \| Nicolás Paredes \| Colombie \| Arroz Zulia-Ángeles Hernández-JB \| + 7 min 53 s \| \| 10e \| Kevin Castillo \| Colombie \| Team Sistecrédito \| + 7 min 54 s \| |                    |          |                                         |                  |
| |                    |          |                                         |                  |
| |                    |          |                                         |                  |
| Classement général |                    |          |                                         |                  |
| Coureur | Coureur            | Pays     | Équipe                                  | Temps            |
| 1er | Aldemar Reyes      | Colombie | Medellín-EPM                            | 31 h 55 min 55 s |
| 2e | Rodrigo Contreras  | Colombie | Colombia Potencia de la Vida-GW Shimano | + 1 min 21 s     |
| 3e | Yeison Reyes       | Colombie | Medellín-EPM                            | + 3 min 44 s     |
| 4e | Germán Darío Gómez | Colombie | GW Shimano-Sidermec                     | + 3 min 58 s     |
| 5e | Diego Pescador     | Colombie | GW Shimano-Sidermec                     | + 4 min 04 s     |
| 6e | Alexander Gil      | Colombie | EPM                                     | + 4 min 45 s     |
| 7e | Cristian Rico      | Colombie | Colombia Potencia de la Vida-GW Shimano | + 7 min 23 s     |
| 8e | Cristian Muñoz     | Colombie | EPM                                     | + 7 min 50 s     |
| 9e | Nicolás Paredes    | Colombie | Arroz Zulia-Ángeles Hernández-JB        | + 7 min 53 s     |
| 10e | Kevin Castillo     | Colombie | Team Sistecrédito                       | + 7 min 54 s     |

### Classement des jeunes
| Classement du meilleur jeune | Classement du meilleur jeune | Classement du meilleur jeune | Classement du meilleur jeune            | Classement du meilleur jeune |
| Coureur                      | Coureur                      | Pays                         | Équipe                                  | Temps                        |
| ---------------------------- | ---------------------------- | ---------------------------- | --------------------------------------- | ---------------------------- |
| 1er                          | Germán Darío Gómez           | Colombie                     | GW Shimano-Sidermec                     | 31 h 59 min 53 s             |
| 2e                           | Diego Pescador               | Colombie                     | GW Shimano-Sidermec                     | + 6 s                        |
| 3e                           | Cristian Rico                | Colombie                     | Colombia Potencia de la Vida-GW Shimano | + 3 min 25 s                 |

### Classement par équipes
| Classement par équipes | Classement par équipes                  | Classement par équipes | Classement par équipes |
| Équipe                 | Équipe                                  | Pays                   | Temps                  |
| ---------------------- | --------------------------------------- | ---------------------- | ---------------------- |
| 1re                    | Medellín-EPM                            | Colombie               | 95 h 55 min 21 s       |
| 2e                     | EPM                                     | Colombie               | + 7 min 32 s           |
| 3e                     | Colombia Potencia de la Vida-GW Shimano | Colombie               | + 15 min 12 s          |

### Classement par points
| Classement par points | Classement par points | Classement par points | Classement par points                   | Classement par points |
| Coureur               | Coureur               | Pays                  | Équipe                                  | Points                |
| --------------------- | --------------------- | --------------------- | --------------------------------------- | --------------------- |
| 1er                   | Aldemar Reyes         | Colombie              | Medellín-EPM                            | 75 pts                |
| 2e                    | Diego Pescador        | Colombie              | GW Shimano-Sidermec                     | 48 pts                |
| 3e                    | Rodrigo Contreras     | Colombie              | Colombia Potencia de la Vida-GW Shimano | 41 pts                |

### Classement de la montagne
| Classement de la montagne | Classement de la montagne | Classement de la montagne | Classement de la montagne        | Classement de la montagne |
| Coureur                   | Coureur                   | Pays                      | Équipe                           | Points                    |
| ------------------------- | ------------------------- | ------------------------- | -------------------------------- | ------------------------- |
| 1er                       | Cristian Muñoz            | Colombie                  | EPM                              | 40 pts                    |
| 2e                        | Aldemar Reyes             | Colombie                  | Medellín-EPM                     | 36 pts                    |
| 3e                        | Nicolás Paredes           | Colombie                  | Arroz Zulia-Ángeles Hernández-JB | 35 pts                    |

## Évolution des classements
| Étapes             | Vainqueur          | Classement général | Classement du meilleur jeune | Classement par points | Classement de la montagne | Classement des étapes volantes | Classement des sprints spéciaux | Classement du combiné | Classement par équipes           |
| ------------------ | ------------------ | ------------------ | ---------------------------- | --------------------- | ------------------------- | ------------------------------ | ------------------------------- | --------------------- | -------------------------------- |
| 1re étape          | José Alarcón       | José Alarcón       | José Elías Tobiasa           | José Alarcón          | Leison Maca               | Juan Manuel Barboza            | Róbigzon Oyola                  | Leison Maca           | Arroz Zulia - Áng Hernández - JB |
| 2e étape           | Germán Darío Gómez | Óscar Quiroz       | Germán Darío Gómez           | Óscar Quiroz          | Cristian Muñoz            | Juan Manuel Barboza            | Walter Pedraza                  | Daniel Muñoz          | GW Shimano-Sidermec              |
| 3e étape           | Jeisson Casallas   | Óscar Quiroz       | Germán Darío Gómez           | Aldemar Reyes         | Óscar Sevilla             | Juan Manuel Barboza            | Róbigzon Oyola                  | Daniel Muñoz          | EPM                              |
| 4e étape           | Juan Diego Hoyos   | Óscar Quiroz       | Germán Darío Gómez           | Aldemar Reyes         | Cristian Muñoz            | Juan Manuel Barboza            | Róbigzon Oyola                  | Daniel Muñoz          | EPM                              |
| 5e étape           | Óscar Sevilla      | Germán Darío Gómez | Germán Darío Gómez           | Aldemar Reyes         | Cristian Muñoz            | Juan Manuel Barboza            | Róbigzon Oyola                  | Óscar Sevilla         | Medellín-EPM                     |
| 6e étape           | Rodrigo Contreras  | Aldemar Reyes      | Germán Darío Gómez           | Aldemar Reyes         | Cristian Muñoz            | Juan Pablo Sossa               | Óscar Téllez                    | Óscar Sevilla         | Medellín-EPM                     |
| 7e étape           | Juan Diego Hoyos   | Aldemar Reyes      | Germán Darío Gómez           | Aldemar Reyes         | Cristian Muñoz            | Juan Pablo Sossa               | Óscar Téllez                    | Aldemar Reyes         | Medellín-EPM                     |
| 8e étape           | Diego Pescador     | Aldemar Reyes      | Germán Darío Gómez           | Aldemar Reyes         | Cristian Muñoz            | Juan Manuel Barboza            | Óscar Téllez                    | Aldemar Reyes         | Medellín-EPM                     |
| 9e étape           | Aldemar Reyes      | Aldemar Reyes      | Germán Darío Gómez           | Aldemar Reyes         | Cristian Muñoz            | Juan Manuel Barboza            | Óscar Téllez                    | Aldemar Reyes         | Medellín-EPM                     |
| Classements finals | Classements finals | Aldemar Reyes      | Germán Darío Gómez           | Aldemar Reyes         | Cristian Muñoz            | Juan Manuel Barboza            | Óscar Téllez                    | Aldemar Reyes         | Medellín-EPM                     |